# 하나 아줄라이하스파리
하나 아줄라이하스파리(히브리어: חנה אזולאי-הספרי, 영어: Hana Azoulay-Hasfari, 1960년 6월 29일 ~ )는 이스라엘의 배우, 영화 각본가, 작가이다. 모로코계 집안 출신이며, 제6회 오빌상 여우주연상 수상자이다.